# هیوندای سانتا فه
هیوندای سانتا فه یا هیوندای سانتافه (کره‌ای: 현대 싼타페) خودرویی است که توسط شرکت هیوندای موتور کره جنوبی از سال ۲۰۰۰ تولید می‌شود. سانتافه یک خودروی کراس‌اوور ۵ در است که دارای دیفرانسیل جلو یا چهار چرخ محرک است. این نام از شهر سانتافه، نیومکزیکو گرفته شده است و برای مدل سال ۲۰۰۱ به عنوان اولین اس‌یووی هیوندای معرفی شد. سانتافه نقطه عطفی در برنامه بازسازی این شرکت در اواخر دهه ۱۹۹۰ بود، زیرا این اس‌یووی مورد استقبال خریداران آمریکایی قرار گرفت. بین سال‌های ۲۰۰۶ تا ۲۰۱۲، سانتافه بین کراس‌اوور کامپکت کوچک‌تر توسان و مدل بزرگ‌تر وراکروز قرار گرفت.
نسل سوم سانتافه که در سال ۲۰۱۲ معرفی شد، در دو نسخه معمولی (کوتاه) و محور بلند توسعه یافته عرضه شد. مدل محور کوتاه در آمریکای شمالی به‌عنوان سانتافه اسپورت (صندلی‌های سه ردیفه موجود نبود) و در بازارهای جهانی به‌سادگی به‌عنوان سانتافه فروخته می‌شد (صندلی‌های سه ردیف استاندارد یا اختیاری بودند)، در حالی که مدل محور بلند سانتافه در ایالات متحده به نام سانتافه، در کانادا به نام سانتافه ایکس‌ال و در کره جنوبی به نام هیوندای مکس‌کروز فروخته می‌شد. مدل نسل چهارم که در سال ۲۰۱۸ عرضه شد، پیشرانه هیبریدی و پلاگین هیبریدی را معرفی کرد (از سال ۲۰۲۰) و مدل نسل پنجم که در سال ۲۰۲۳ عرضه شد، موتورهای دیزلی را متوقف کرد.
از سال ۲۰۲۳، سانتافه بین توسان کوچک‌تر و پالیسید بزرگ‌تر در خط تولید کراس‌اوورهای اس‌یووی جهانی هیوندای قرار گرفته است.

## نسل اول (۲۰۰۱_۲۰۰۶)
سانتافه نسل اول روی پلت‌فرم SM از سال ۲۰۰۱ تا ۲۰۰۶ در خط تولید هیوندای جای گرفت. این خودرو که در اولسان کره جنوبی تولید شد در ابتدا با مدلهای ۳٫۳، ۲٫۷ و ۲ لیتری تولید می‌شد که البته مدل آخر هرگز راهی آمریکا نشد.
نسل اول سانتافه از سیستم انتقال قدرت نیمه اتومات به همراه سامانه‌های 4WD, FWD استفاده می‌کرد. درست یک سال بعد یعنی در سال ۲۰۰۲ سانتافه بدون تغییر مخصوص دوباره تولید شد. اما در اواسط همین سال حجم باک کلیه مدل‌ها از ۶۵ به ۷۵ لیتر تغییر کرد و البته قدری هم طراحی داخلی و چیدمان کنسول تغییر یافت. در سال ۲۰۰۳ به دنبال برخی اعتراض‌ها از سوی مشتریان به علت نبود چراغ در جعبه داشبورد و عدم قدرت کافی، مدل تقویت شده ۳٫۵ لیتری به صورت شش سیلندر V شکل تولید شد. آخرین تغییر ظاهر یا Facelift نسل اول هم در سال ۲۰۰۵ صورت گرفت و علاوه بر تغییر ظاهری، حداکثر سرعت نیز افزایش یافت.

## نسل دوم (۲۰۰۷_۲۰۱۲)
اما نسل دوم یا همان مدلی که ما در ایران هم می‌بینیم از ابتدای سال ۲۰۰۷ تا سال ۲۰۱۲ روی پلت‌فرم CM در کارخانه هیوندای آلابامای آمریکا ساخته شد.
هم‌اکنون در این کارخانه مدل سوناتای شش سیلندر هم تولید می‌شود.
اولین بار از این خودرو طی یک تشریفات خاص در نمایشگاه دیترویت سال ۲۰۰۶ رونمایی شده بود.
در مورد سانتافه جدید باید گفت ایرادهای وارده به نسل اول مانند ورود صدای محیط به داخل و عدم دید مناسب عقب تا حدی بهتر شد
در کل سانتافه در سه تیپ LX, SE و GLS تولید شد که مدل آخر نام آشنای ایرانی‌ها است.
سانتافه GLS با حجم ۲۶۵۶ سی‌سی می‌تواند ۱۹۰ اسب بخار قدرت را در۶۰۰۰ دور در دقیقه تولید کند. گشتاور آن ۱۸۳ پوند بر فوت است که در ۴۰۰۰ دور در دقیقه به حداکثر خود می‌رسد.
با توجه به این حجم طی کردن شتاب صفر تا ۱۰۰ ظرف مدت ۱۰ ثانیه چندان به چشم نمی‌آید و یک ضعف برای این خودرو به حساب میاد اما در نسخه ۳/۵ لیتری شتاب مناسب است گرچه مصرف سوخت بالا می‌باشد
سانتافه ۱۸۹۰GLS ۳/۵ کیلوگرم وزن دارد. طول، عرض و ارتفاع آن هم به ترتیب ۱۷۹۳، ۱۸۹۰ و ۴۶۷۵ میلی‌متر است. طول محور آن ۲۷۰۰ میلی‌متر است که به همراه سیستم 4WD نیرو را در جاده‌های ناهموار بهتر کنترل می‌کند.
سانتافه GLS با باک ۷۳ لیتری‌اش به صورت تئوری می‌تواند ۷۰۴ کیلومتر را بدون وقفه حرکت کند.
این مدل از هیوندای در ازای مصرف هر ۵٫۴ لیتر از بنزین بدون سرب ۴۳٫۲ کیلومتر حرکت می‌کند.
از نظر آلایندگی هم این مدل وضعیت نسبتاً خوبی دارد بطوریکه در هر کیلومتر ۲۵۲ گرم CO۲ تولید می‌کند.
هیوندای کره سانتافه را تا ۵ سال بدون محدودیت مسافتی گارانتی کرده است و در ضمن ۱۶ هزار کیلومتر هم خدمات فنی ارائه می‌دهد. حداکثر سرعت این خودروی ۲۱۱۵۰ دلاری، ۱۷۵ کیلومتر در ساعت است.

## نسل سوم (۲۰۱۳_۲۰۱۸)
این نسل از هیوندای سانتافه در بدو ورود به بازار ایران توانست فروش بسیار بالایی را تجربه کند بطوریکه در چند سال، هیوندای سانتافه رکورد واردات را در دست داشت. هیوندای سانتافه اگرچه از نظر موتور بسیار ضعیف است و حتی بعداً با استفاده از تکنولوژی تزریق مستقیم یا جی دی ای سعی بر برطرف کردن ضعف موتور داشتند اما بازهم کافی نبود و به غیر از قدرت، ایراد در اویل پمپ باعث یاتاقان زدن و مشکلات دیگر می‌شود اما امکانات و چهره بروز سانتافه آن را در لیست پرفروش‌ها نگه داشته است. هیوندای سانتافه بی شک جز موفق‌ترین خودروهای وارداتی از نظر فروش است. هیوندای سانتافه در سگمنت خودروهای کراس اوور قرار می‌گیرد. نسل سوم سانتافه نیز مانند دیگر محصولات هیوندای از سبک طراحی معروف به مجسمه سیال سود می‌برد، در نمای جلو اولین مسئله‌ای که جلب توجه می‌کند جلو پنجره ۶ ضلعی معروف هیوندای می‌باشد که پیش از این در سایر محصولات این کمپانی نیز دیده بودیم و به نوعی امضای طراحان هیوندای به‌شمار می‌رود. در کنار آن چراغ‌های زیبا و کشیده جلو که تا روی گلگیر امتداد یافته‌اند، قرار دارند که در خود مجموعه‌ای از لامپ‌های هالوژن، HID وLEDهای مخصوص روز را جای داده‌اند ضمن اینکه چراغ‌های مه‌شکن نیز هماهنگ با چراغ‌های جلو شکل گرفته‌اند. سپر از طرحی زیبا و کاملاً هماهنگ با پیکرهٔ خودرو برخوردار می‌باشد که این مجموعه در کنار هم چهره‌ای زیبا و مدرن را به خودرو بخشیده‌اند، در نمای جانبی خط برجسته‌ای که از چراغ‌های عقب شروع شده و تا روی گلگیر جلو امتداد یافته است به همراه شیب ملایم سقف در انتهای اتومبیل طرحی زیبا و فرمی دینامیک به خودرو داده‌اند. البته رینگ‌های ۱۸ اینچی سانتافه نیز به زیبایی این قسمت افزوده است. طراحی عقب نیز با چراغ‌های کشیده و زیبایی که همانند قسمت جلو است و در صندوقی که خطوط به کار رفته بر روی ان طراحی این قسمت را از سادگی خارج کرده و طرحی زیبا به آن بخشیده ضمن اینکه از طرح زیبای سپر و اگزوز دوقلو خودرو نیز به سادگی نمی‌توان گذشت. در مجموع سانتافه از طراحی زیبا و هماهنگی برخوردار است با بازکردن در خودرو اولین موردی که جلب توجه می‌کند نوشته سانتافه بر روی رکاب‌ها و درب‌ها می‌باشند که حس خوبی به بیننده القا می‌کنند. طراحی کابین زیبا و مدرن می‌باشد که مانند دیگر محصولات هیوندای از خطوط شکسته و اشکال هندسی تشکیل شده است.
طراحی برخی قسمت‌ها از جمله کیلومتر شمار و دریچه‌های هوا ما را به یاد دیگر محصولات این کمپانی کره‌ای می‌اندازد. غربیلک فرمان نیز زیبا و هماهنگ با کابین شکل گرفته و دکمه‌های مربوط به کروز کنترل، سیستم صوتی و نمایشگر چند منظوره بر روی آن قرار دارد. دست دنده و روکش صندلی‌ها از جنس چرم می‌باشند که کیفیت مناسبی دارند، اما در مقابل قسمت‌هایی که در آن‌ها از پلاستیک خشک استفاده شده و همین‌طور رنگ قطعات داخلی از کیفیت چندان مناسبی برخوردار نیستند. در کنسول میانی به ترتیب از بالا به پایین صفحه نمایشگر، کلید فلاشر، سیستم تهویه مطبوع قرار دارد ضمن اینکه در پشت دسته دنده نیز دو جا لیوانی وجود دارد.
فضای کابین هم برای سرنشینان جلو و هم عقب عالی بوده و هیچ کمبودی از نظر فضای پا و بالای سر برای سرنشینان وجود ندارد ضمن اینکه صندلی‌های راحت و ارگونومیک سانتافه نیز به راحتی سرنشینان می‌افزاید. سانتافه در دو مدل ۵ و۷ نفره عرضه می‌شود که دو صندلی در صندوق می‌باشد و متأسفانه اصلاً فضای مناسبی را برای ردیف سوم طراحی نکرده‌اند ضمن اینکه برای سرنشینان آن دریچه سیستم تهویه با تنظیم شدت هوا نیز وجود دارد.
از نظر تجهیزات رفاهی و ایمنی سانتافه با تیپ‌های زیاد و البته گیج‌کننده به داخل کشور راه یافته است، مدل پایه این خودرو دارای تجهیزات رفاهی و ایمنی نظیر سیستم ترمز دیسکی با دیسک‌های خنک شونده در جلو به همراه سیستم‌های ABS, EBD,EBA، کمربندهای پیش‌کشنده و محدودکننده به همراه بوق اخطار نبستن کمربند، دو ایربگ، کروز کنترل، سیستم صوتی با صفحه نمایشگر با ورودی‌های USB, AUX, Ipod با ۶ بلندگو به همراه دکمه‌های روی فرمان، دوربین دید عقب، سنسورهای پارک عقب، گرمکن صندلی‌های جلو، در صندوق برقی، سیستم پارک الکترونیک EPB , سیستم eco برای کاهش مصرف، وجود جک‌های هیدرولیکی برای کاپوت و در صندوق، کامپیوتر سفری، نمایشگر چند منظوره، قفل مرکزی همراه با ریموت کنترل با سامانه ضد سرقت (ایموبلایزر)، روکش چرم صندلی‌ها، شیشه‌ها و آینه‌های برقی همراه با گرمکن، سیستم تهویه همراه با دریچه‌های هوا برای سرنشینان عقب با قابلیت فعال و غیرفعال می‌باشد که در مدل‌های فول امکاناتی نظیر سیستم ورود و استارت بدون کلید، سقف پانوراما، سیستم تهویه مطبوع اتوماتیک دو نقطه‌ای، صندلی‌های برقی همراه با حافظه، تعداد بیشتر ایربگ‌ها و سیستم‌هایESC , DBC و … نیز وجود دارد.

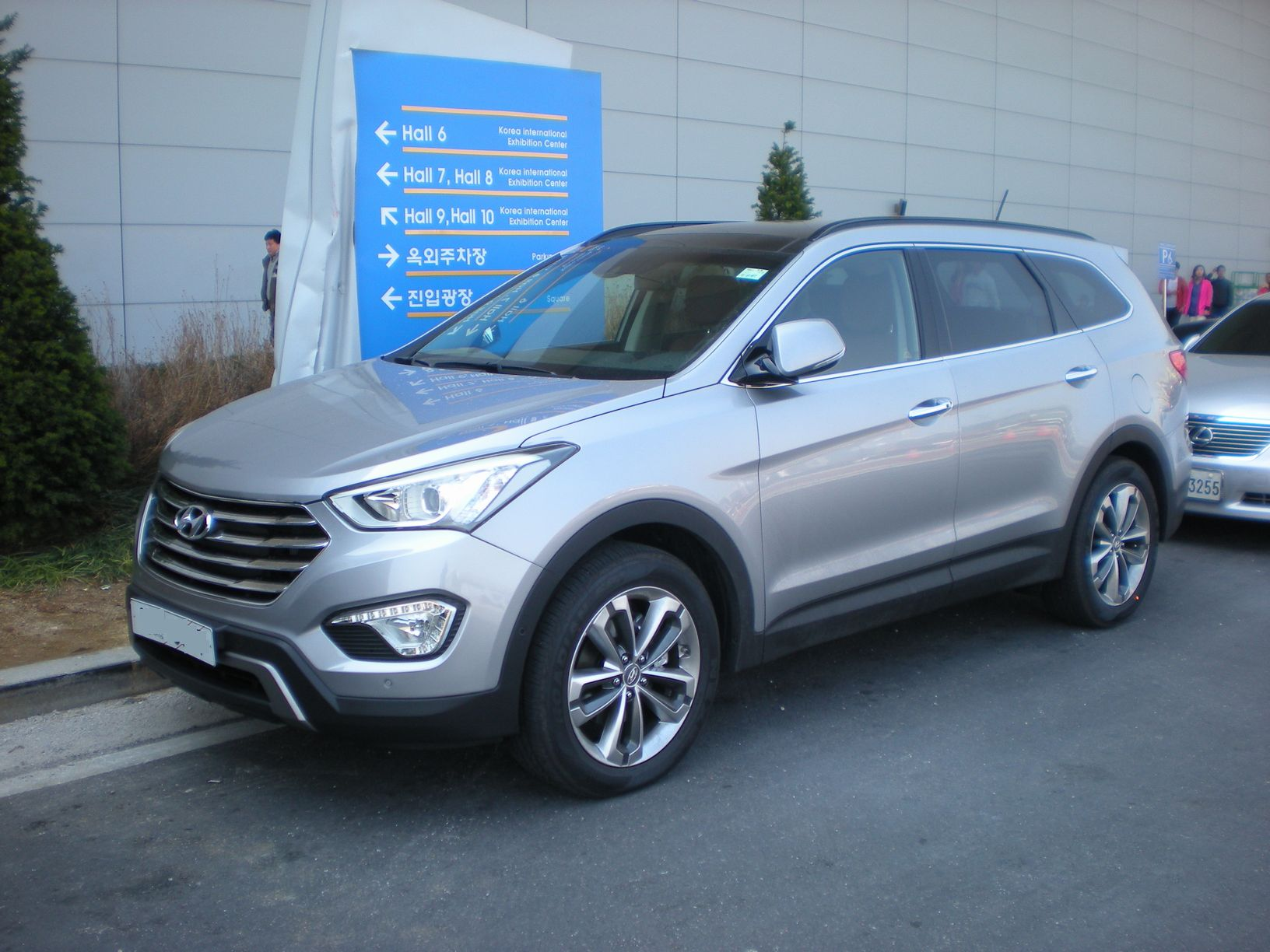
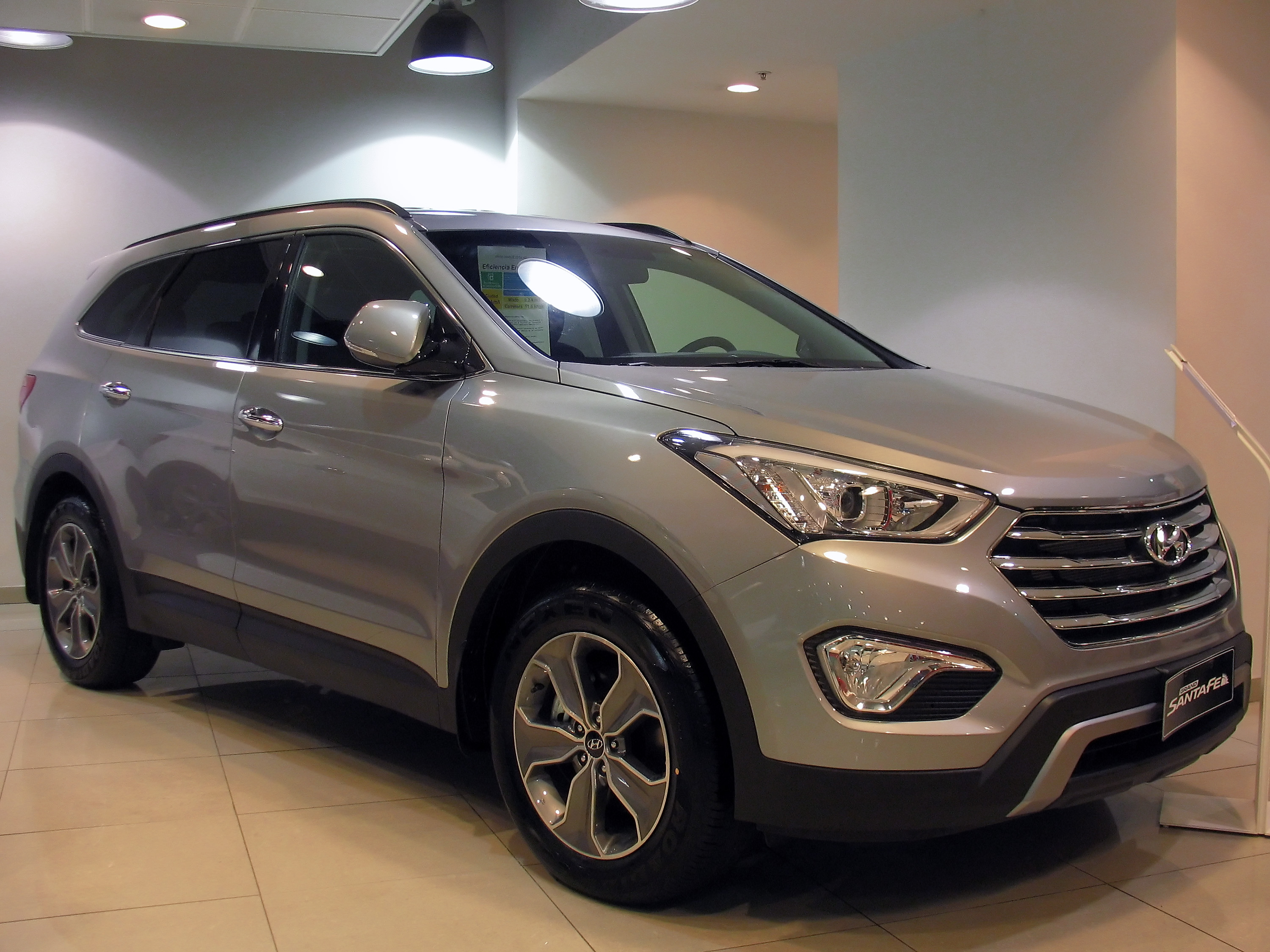
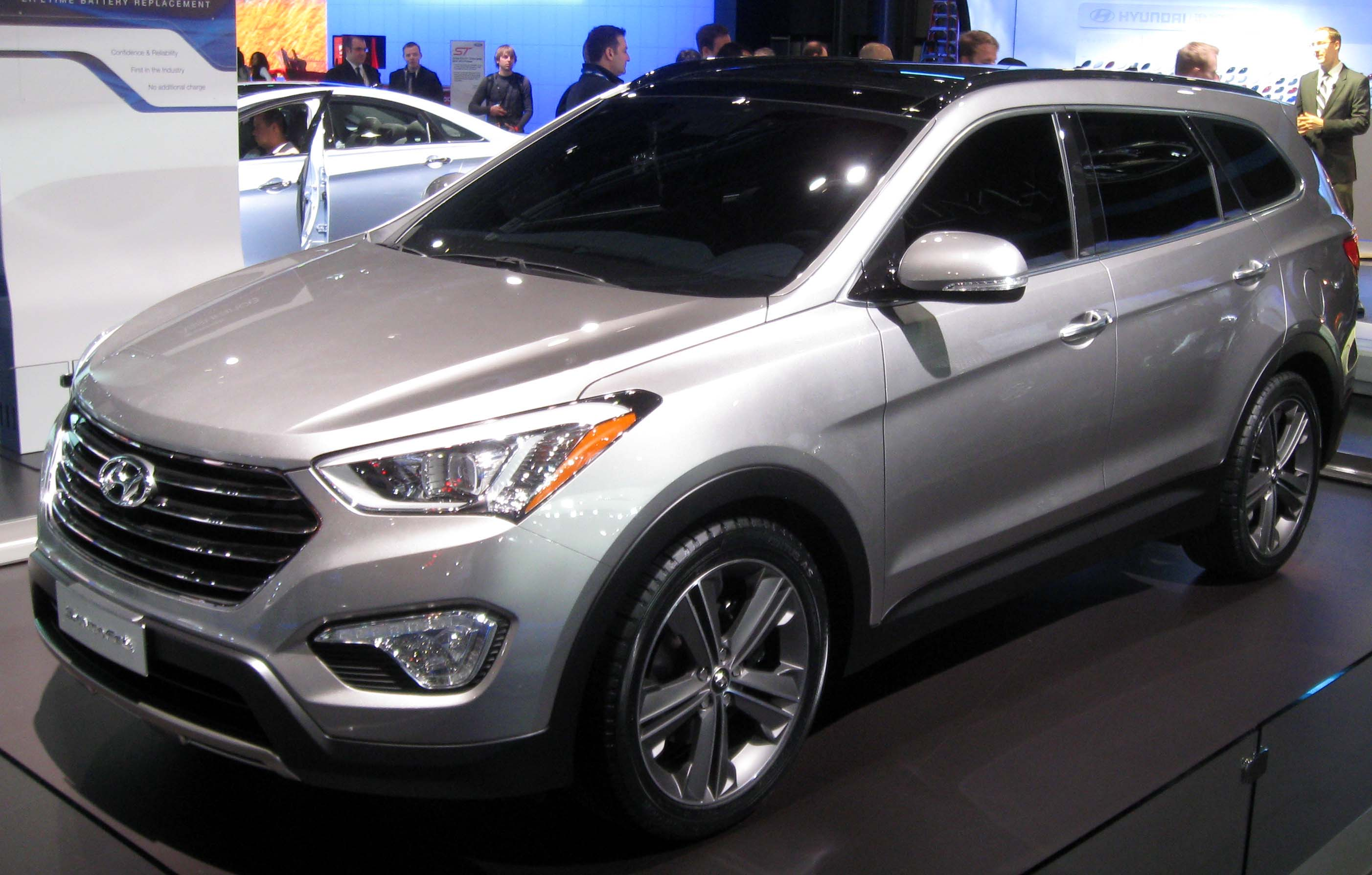
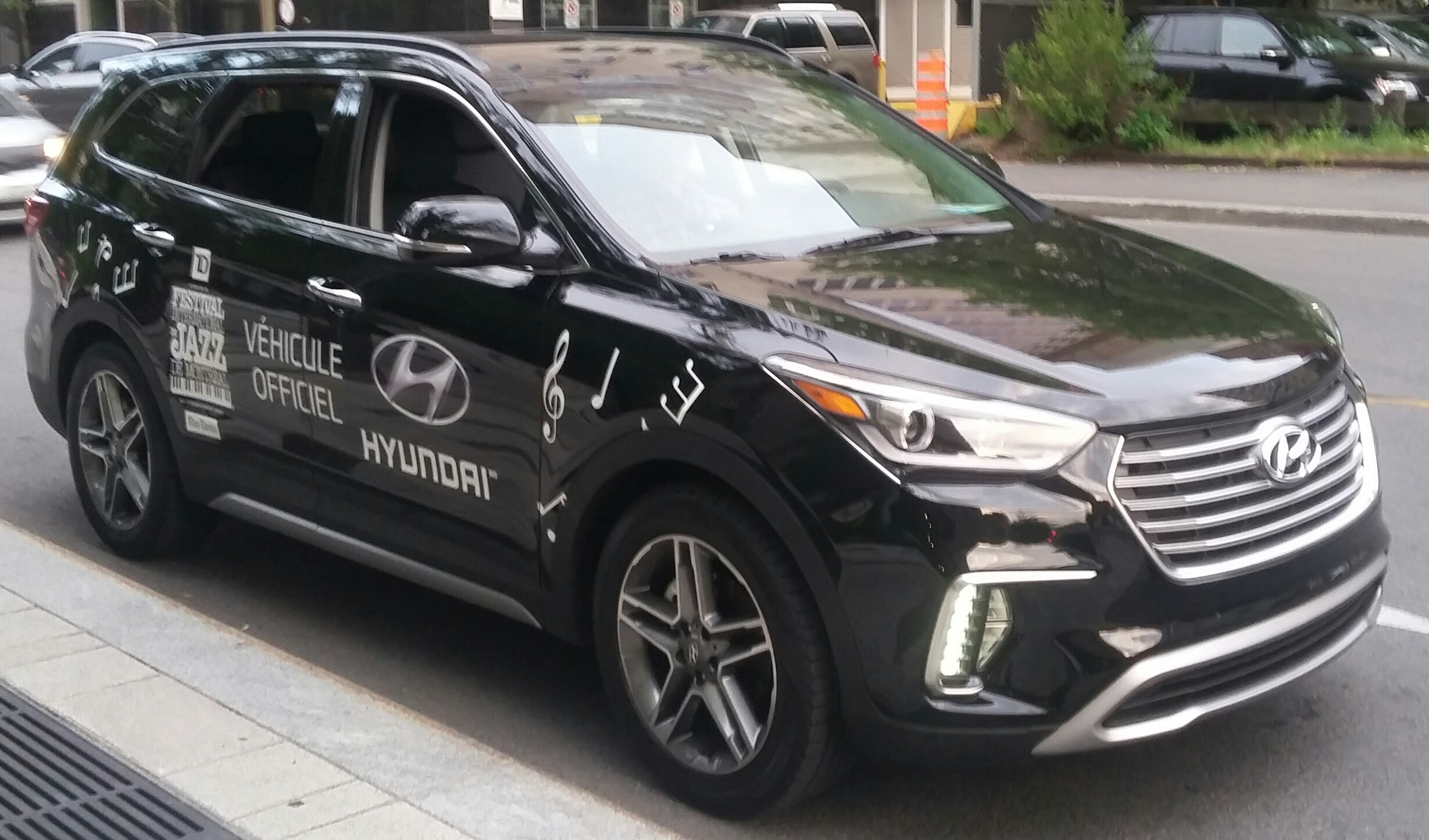
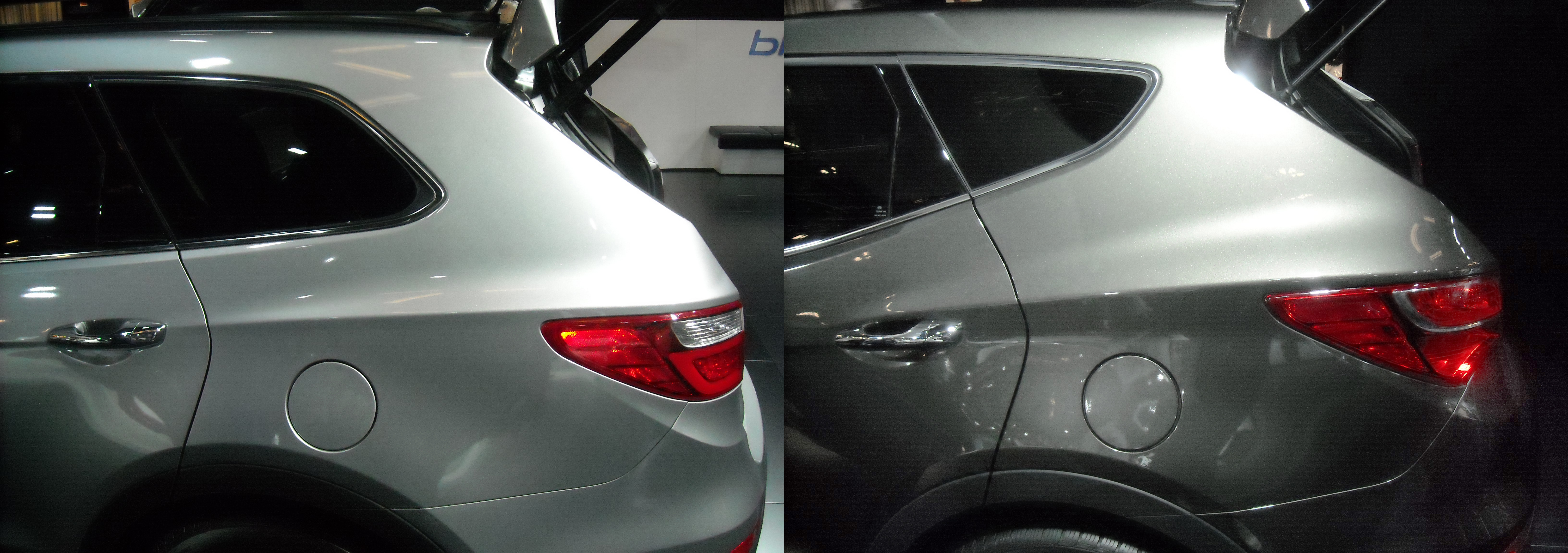

## نسل چهارم (۲۰۱۹_۲۰۲۳)
| خودروهای مرتبط:
هیوندای توسان، هیوندای کونا، کیا سورنتو
نسل قبلی سانتافه جایزهٔ بهترین مدل SUV سه ردیف را در ایالات متحده از آن خود کرد. این ماشین بیشتر رو به سمت تغییراتی در مسائل عمده قابلیت عملکرد و طراحی و رانندگی برای ارتقاء بیشتر برده است به‌گونه‌ای که می‌شود آن را به راحتی احساس کرد. در ظاهر این خودرو شاهد تغییرات زیادی نیستم و فقط اولین چیزی که توجه را به خودش جلب می‌کند تغییر چراغ‌های عقب خودروست که این چراغ‌ها شباهت زیادی به چراغ‌های خودروهای شاسی بلند چینی دارند.
مدل قبلی ظرفیت و فضای بیشتری را نسبت به مدل جدید داشت و به راحتی می‌تواند ۷ انسان بزرگسال را در خود جای دهد. داخل کابین سانتافه به لطف فضای دلپذیر و زیبا، داشتن طراحی جذاب و استفاده از مواد مرغوب بسیار دل‌نشین شده است و کنترل و استفادهٔ ساده و راحت قطعات، آن را منحصربه‌فرد کرده است.
یکی دیگر از جنبه‌های مطلوب نسل چهارم هیوندای سانتافه موتور V6 استاندارد آن است. این موتور درعین‌حال آرام و بی سروصدا و بسیار قوی و قدرتمند است و قدرتی بیش از شتاب بالا و بکسل کردن را برای شما فراهم می‌کند. رانندگی با هیوندای سانتافه ۲۰۱۶بسیار دل‌چسب است و حس خونسردی را به شما ارائه می‌دهد. از رقیبان اصلی نسل چهارم هیوندای سانتافه می‌توان شورلت تراورس که دارای صندوق عقب با ظرفیت بسیار بزرگی است و Wagon Like فورد فلکس قدرتمند و کیا سورنتو نام برد. این خودرو شاسی یکپارچه و متصل به بدنه دارد.

## نسل پنجم (۲۰۲۳–اکنون)
فاصلهٔ محوری نسل جدید سانتافه با ۴۸ میلی‌متر افزایش به ۲٬۸۱۵ میلی‌متر رسیده و طول کلی ۴٬۸۳۰ میلی‌متری آن‌هم رشدی ۴۶ میلی‌متری را نسبت به نسل قبلی نشان می‌دهد. عرض و ارتفاع این خودرو نیز به ترتیب ۱٬۹۰۰ میلی‌متر و ۱٬۷۲۰ میلی‌متر است. به لطف رشد ابعاد بیرونی، هیوندای حالا توانسته صندلی‌های ردیف سوم را به نسخهٔ آمریکایی سانتافه اضافه کند. همچنین ظرفیت صندوق بار نیز با ۹۰ لیتر افزایش به ۷۲۵ لیتر رسیده است. برای سانتافه همچنین صندلی‌های موسوم به Relaxation در نظر گرفته شده که قبلاً در آیونیک ۵ ارائه شده بودند. در صورت سفارش نسخه شش‌نفره، این صندلی‌ها در ردیف دوم هم ارائه می‌شوند. علاوه بر این، ویژگی‌های کاربردی زیادی مثل دو شارژر بی‌سیم گوشی و حتی محفظه استرلیزاسیون UV-C در جعبه‌داشبورد برای تمیز کردن گوشی و کیف پول هم تعبیه شده است.
نسل جدید سانتافه در کره جنوبی و آمریکای شمالی با دو پیشرانه مختلف عرضه می‌شود. موتور اول یک نمونه ۲٫۵ لیتری چهار سیلندر توربو با ۲۷۷ اسب بخار قدرت و ۴۲۲ نیوتن متر گشتاور است اما نمونهٔ دوم یک قوای محرکهٔ هیبریدی است که از پیشرانهٔ بنزینی ۱٫۶ لیتری توربو تشکیل شده و مجموعاً ۱۷۸ اسب بخار قدرت و ۲۶۴ نیوتن متر گشتاور تولید می‌کند. شتاب صفرتاصد نسخهٔ ۲٫۵ لیتری ۸ ثانیه است درحالی‌که نسخهٔ هیبریدی برای انجام این کار به ۹٫۵ ثانیه زمان نیاز دارد. اروپایی‌ها اما می‌توانند کراس‌اوور جدید هیوندای را فقط در همان نسخهٔ هیبریدی خریداری کنند یا سراغ یک نمونهٔ پلاگین‌هیبریدی با پیشرانهٔ ۱٫۶ لیتری و ۱۶۰ اسب بخار قدرت بروند. در برخی بازارها هم سانتافه با یک موتور ۲٫۵ لیتری تنفس طبیعی ارائه می‌شود که ۱۹۱ اسب بخار قدرت دارد. هرچند این قدرت چندان کم به نظر نمی‌رسد اما ۱۱٫۵ ثانیه طول می‌کشد تا این مدل از صفر به سرعت صد کیلومتر بر ساعت برسد